# Швець Ірина Борисівна
Іри́на Бори́сівна Швець — українська оперна співачка (сопрано) і педагог, професор, народна артистка України (2015).

## Життєпис
Народилась в російському місті Брянську. Навчатися співу розпочала з шестирічного віку в дитячому хорі при музичній школі, в якому стала солісткою.
Після закінчення школи 1981 року вступила до Брянського музичного училища за спеціалізацією «класичний вокал». Згодом разом з вчителькою переїхала до Петрозаводська, де закінчила місцеве музичне училище. 1985 року вступила до Ленінградського інституту театру, музики і кінематографу на факультет акторського мистецтва. Водночас навчалася співу на факультеті музичного театру (1989)..
Ще студенткою працювала концертмейстером, педагогом-репетитором у самодіяльній оперній студії. Тоді ж уперше виступила як співачка з оркестром Маріїнського оперного театру, виконала арію Маргарити з опери Гуно «Фауст».
Згодом стажувалась у музичній академії ім. Яна Сібеліуса в Фінляндії, де вперше виконала українську народну пісню «Ой, не світи, місяченьку».
Від 1990 року живе у Вінниці. Професійна оперна співачка, солістка Вінницької обласної філармонії. Працювала у Вінницькому академічному музично-драматичному театрі ім. Миколи Садовського.
Гастролювала в Росії, Білорусі, Молдові, Польщі, Норвегії, Фінляндії, Болгарії, Японії, Німеччині, виступала у Посольстві України в Берліні.
Водночас є викладачем, професором кафедри вокально-хорової підготовки, теорії та методики музичної освіти Вінницького державного педагогічного університету імені Михайла Коцюбинського.
2015 року удостоєна звання народної артистки України.
2020 року удостоєна Премії імені Леоніда Гавриша.

## Родина
Чоловік — священник отець Валерій. Діти — син Назарій і донька Катерина.

## Праці
- ТЕАТРАЛЬНЕ МИСТЕЦТВО У ВИМІРАХ ПЕДАГОГІКИ [Архівовано 16 травня 2018 у Wayback Machine.]
- Праці Ірини Швець на scholar.google.com.ua
- Каталог праць Ірини Швець [Архівовано 15 березня 2022 у Wayback Machine.]irbis-nbuv.gov.ua